# 舩原枝里香
舩原 枝里香（ふなはら えりか、1987年1月14日 - ）は、長崎県出身の元タレント。かつてビックワンウエストに所属していた。

## 人物
- 身長159cm、B88cm、W61cm、H85cm。靴のサイズ24cm。
- 特技は仕舞である。

## 出演

### テレビ
- 満たして好奇心 (関西テレビ)
- ノッテ・フェリーチェ〜楽しい夜のショッピング〜 (関西テレビ)